# Unico Banking Group
Die Unico Banking Group ist ein Netzwerk europäischer Genossenschaftsbanken.

## Geschichte und Aufgaben
Unico wurde im Jahr 1977 gegründet und soll der länderübergreifenden strategischen Zusammenarbeit, dem bankübergreifenden Wissensaustausch und der wechselseitigen Geschäftsvermittlung dienen. Darüber hinaus betreibt Unico mit UniCash für über 20 europäische Banken ein länderübergreifendes Cash-Management-System zur Auslandskontensteuerung.

## Mitglieder
Derzeit (Stand: Dezember 2016) besteht Unico aus acht Mitgliedsbanken:
- Banco Cooperativo Español (Spanien)
- Crédit Agricole S.A. (Frankreich)
- DZ Bank (Deutschland)
- ICCREA Holding (Italien)
- OP Financial Group (Finnland)
- Rabobank (Niederlande)
- Raiffeisen Bank International (Österreich)
- Raiffeisen Schweiz (Schweiz)